# 4" морско оръдие Mk IX
102-мм (4-инчово) морско оръдие BL Mk IX (на английски: Breech Loading 4-inch gun Mark IX, С казенник, 4-инчово оръдие девети модел) е британско корабно оръдие с калибър 102 mm, което се използва като вторично въоръжение на линейните крайцери от типа „Ринаун“, самолетоносачите от типа „Корейджъс“ и корветите от типа „Флаур“ в годините на световните войни.

## История

### Първа световна война
Това оръдие е създадено на основата на други две оръдия – 4-дюймовото оръдие Mk V тип QF, от което е заимстван ствола, и 4-дюймовото оръдие Mk VIII тип BL, от което е заимстван механизма на затвора. За първи път то се появява на борда на крайцерите от типа „Ринаун“ и самолетоносачите от типа „Корейджъс“. По три такива оръдия са поставяни в малка оръдейна кула – като вторично въоръжение.
Впрочем, британските военни не са доволни от оръдията и говорят, че те са много неповратливи, а за тяхното обслужване е необходим разчет минимум от 23 души. В крайна сметка оръдията са преместени на малки кораби като основно въоръжение.

### Втора световна война
В годините на Втората световна война оръдията се използват на малки кораби, такива, като корветите от типа „Флаур“, минни заградители и тралчици, което позволява на корабите успешно да водят бой с подводните лодки на противника. Това оръдие се оказва последното 4-дюймово оръдие от серията BL (Breech Loading, ‘’Казен затвор’’): впоследствие на британските кораби са поставяни оръдия от типа QF (Quick Fire, ‘‘Скорострелни’’).

## Галерия
- Оръдията на крайцера „Рипалс“
- Оръдие в залива на град Кингстън ъпон Хъл
- Британски войници водят огън от 4-дюймовото оръдие Mk IX близо до Ливърпул, август 1940 г.
- Британци зареждат оръдие (Суец, 1942 г.)